# 約翰斯敦 (紐約州鎮)
約翰斯敦（英語：Johnstown）是一個位於美國紐約州富爾頓縣的鎮。

## 人口
根據2020年美國人口普查的數據，約翰斯敦的面積為184.70平方千米，當中陸地面積為181.90平方千米，而水域面積為2.80平方千米。當地共有人口6867人，而人口密度為每平方千米37人。